# 극장판 타오르지마 버스터: 블랙어썰트의 귀환
《극장판 타오르지마 버스터: 블랙어썰트의 귀환》은 대한민국의 애니메이션 영화 작품이자, 타오르지마 버스터의 첫 극장판이다.

## 시놉시스
시도 때도 없이 항상 불타오르는 지구 정복 용병 티버스터와 엑스버스터!!
평화롭던 지구 생활을 즐기던 어느 날, 우주 용병 회사 EXIT의 긴급 소환 명령!! 우주로 돌아갈 팀을 가리는 운명을 건 대결이 시작된다.
한편, 우주 전설이라 불리던 ‘블랙어썰트’가 지구에 돌아온다. 그리고 그를 뒤쫓는 우주해적단과 버스터 용병들의 피할 수 없는 대격돌이 펼쳐진다!

## 목소리 출연
- 홍범기 - 어썰트 / 헤비 / 시그널 / 메딕 / 서플라이
- 안영미 - 공대장 / 스나이퍼
- 강시현 - 힐러 / 우주 해적
- 안효민 - 레인저
- 최낙윤 - 블랙 어썰트 / 고릴라 로봇